# Erkalkan
Erkalkan ist ein Dorf (Köy) im Landkreis Çemişgezek der türkischen Provinz Tunceli. Im Jahre 2011 lebten in Erkalkan 106 Menschen.
Im Jahr 1928 lautete der Name des Dorfes „Siğnek“.